# ROADM
ROADM (ang. reconfigurable optical add-drop multiplexer) – rekonfigurowalny multiplekser optyczny typu add-drop, używany w systemach WDM, który posiada możliwość zdalnego przełączania ruchu na poziomie długości fali. 
Dzięki ROADM określone długości fali przenoszące interesujące dla odbiorcy dane mogą być dodawane lub wydzielane z pojedynczego włókna światłowodowego bez potrzeby wcześniejszej konwersji wszystkich długości fali na postać elektroniczną; nie jest też konieczne zaplanowanie „z góry” przydziału pasma. Konfiguracja może być prowadzona na bieżąco, w zależności od potrzeb i zaistniałej sytuacji.

## Budowa i stosowane technologie
Multipleksery typu ROADM mogą być zbudowane na bazie różnych technologii, na przykład światłowodów planarnych (ang. planar lightwave circuit, PLC), ciekłych kryształów, mikroukładów elektromechanicznych.
W konfigurowalnym optycznym multiplekserze typu add-drop opartym na światłowodach planarnych nastąpiło zintegrowanie, między innymi, siatek dyfrakcyjnych i przełączników w jednym układzie scalonym. PLC ROADM oferują porty dla każdego kanału w paśmie C lub L, czyli około 40 kanałów  z odstępem około 100 GHz. Takie rozwiązanie pozwala na kontrolę poziomu mocy i wyrównuje dynamikę w zakresie do 25 dB.
Urządzenia bazujące na technologii ciekłych kryształów pozwalają na blokowanie długości fal. Multipleksacja oraz demultipleksacja odbywa się na siatce dyfrakcyjnej, natomiast elementy ciekłokrystaliczne działają jak sterowana zapora dla różnych długości fali. Proces blokowania lub filtracji poszczególnych składowych fali świetlnej odbywa się poprzez różnice polaryzacji. Tego typu urządzenia posiadają wysokiej jakości komponenty optyczne, gwarantujące szerokie pasmo przepustowe (10–40 Gbit/s), oraz charakteryzują się niskim poziomem dyspersji.
Multipleksery z selektywnym przełącznikiem długości fali (ang. wavelength selective switch, WSS) działają podobnie do tych z blokadą długości fali (ang. wavelength blocker, WB) – z tą różnicą, że elementy ciekłokrystaliczne zastąpiono mikroukładami elektromechanicznymi. Urządzenia te charakteryzują się szeroką przepustowością oraz niską dyspersją. Przełącznik ze względu na swoją funkcjonalność może być stosowany w sieciach kratowych. W celu eliminacji części mechanicznych stosuje się również technologie LCoS (ang. liquid crystal on silicon).